# Liste des monarques d'Eswatini
Voici la liste des monarques d'Eswatini, anciennement Swaziland :

## Seigneurs de Ngwane
- 1355 - 1400 : Nkosi Ier (en)
- 1400 - 1435 : Ngwane Ier (en)
- 1435 - 1465 : Dlamini Ier (en) (Matalatala)
- 1465 - 1480 : régence
- 1480 - 1520 : Mswati Ier
- 1520 - 1550 : Ngwane II (en)
- 1550 - 1555 : régence
- 1555 - 1600 : Dlamini II (en)
- 1600 - 1640 : Nkosi II (en)
- 1640 - 1645 : régence
- 1645 - 1680 : Mavuso Ier (en)
- 1680 - 1685 : régence
- 1685 - 1715 : Ludvonga Ier (en)
- 1715 - 1720 : régence
- 1720 - 1744 : Dlamini III (en)
- 1744 - 1745 : régence

## Rois du Swaziland
- 1745 - 1780 : Ngwane III (en)
- 1780 : Ndwandwe (en) (régente)
- 1780-1815 : Ndvungunye (en) (Mavuso II)
- 1815 : Mndzebele (en) (régente)
- 1815-1836 : Sobhuza Ier (parfois Ngwane IV)
- 1836-1840 : Lojiba Simelane (en) (régente)
- 1840 - juillet 1868 : Mswati II (Mavuso II)
- Juillet 1868 - juin 1875 : Tsandzile Ndwandwe (en) (régente)
- Juin 1875 - 7 octobre 1889 : Dlamini IV
- 7 octobre 1889 - 1894 : Tibati Nkambule (régente)
- Janvier 1895 - 10 décembre 1899 : Ngwane V
- 10 décembre 1899 - 7 août 1903 : Labotsibeni Mdluli (régente)

## Rois du Swaziland (sous protectorat britannique)
- 7 août 1903 - 22 décembre 1921 : Labotsibeni Gwamile Mdluli (régente)
- 22 décembre 1921 - 6 septembre 1968 : Sobhuza II

## Rois du Swaziland
| Nom                        | Début du règne   | Fin du règne  | Notes       |
| -------------------------- | ---------------- | ------------- | ----------- |
| Sobhuza II                 | 6 septembre 1968 | 21 août 1982  |             |
| Dzeliwe                    | 21 août 1982     | 9 août 1983   | Régente     |
| Prince Sozisa Dlamini (en) | 9 août 1983      | 18 août 1983  | Régent      |
| Ntfombi                    | 18 août 1983     | 25 avril 1986 | Régente     |
| Mswati III                 | 25 avril 1986    |               | en fonction |

## Rois d'Eswatini
| Nom        | Début du règne | Fin du règne | Notes |
| ---------- | -------------- | ------------ | ----- |
| Mswati III | 19 avril 2018  | en fonction  |       |